# Ohmden-Holzmaden (Landschaftsschutzgebiet)
Ohmden-Holzmaden ist ein Landschaftsschutzgebiet mit der Schutzgebietsnummer 1.16.085 im Landkreis Esslingen in Baden-Württemberg.  

## Lage und Beschreibung
Das Landschaftsschutzgebiet besteht aus vier Teilflächen und liegt auf den Gemarkungen der Gemeinden Ohmden und Holzmaden nördlich und südlich der beiden Orte. Das Schutzgebiet entstand durch Verordnung vom 3. März 1993. Es gehört zm Naturraum 101-Vorland der mittleren Schwäbischen Alb innerhalb der naturräumlichen Haupteinheit 10-Schwäbisches Keuper-Lias-Land und liegt großteils im Vogelschutzgebiet 7323-441 Vorland der mittleren Schwäbischen Alb. Das Naturschutzgebiet 1.185-Wiestal mit Rauber grenzt direkt an.

## Schutzzweck
Wesentlicher Schutzzweck ist laut Schutzgebietsverordnung die Erhaltung der Vielfalt und Schönheit der Tallagen und Talhänge entlang des Trinkbachs, des Seebachs und des Aubachs sowie der Streuobstwiesen, Wiesen, Gehölzgruppen, Feuchtflächen, Ufergehölze und Waldränder der Voralblandschaft. Diese abwechslungsreiche Landschaft bietet zahlreichen Tieren und Pflanzen den notwendigen Lebensraum. Die Vielzahl der unterschiedlichen Landschaftselemente und der Reichtum verschiedenster Grenzstrukturen mit ihrer Bedeutung als Lebensraum für zahlreiche, teilweise selten gewordene Pflanzen- und Tierarten charakterisieren den Wert dieser Landschaft. Ein weiterer Schutzzweck ist die Sicherstellung als wertvoller Naherholungsraum am Rande der stark industrialisierten und belasteten Täler von Neckar, Lauter und Lindach sowie der Schutz vor Beeinträchtigung durch Kleinbauten und Einfriedigungen.